# Duister Sittaford
Duister Sittaford is een detectiveverhaal van Agatha Christie. Het boek verscheen in 1931 op de Amerikaanse markt onder de titel The Murder at Hazelmoor. In het Verenigd Koninkrijk verscheen het datzelfde jaar onder de originele titel The Sittaford Mystery. Uitgeverij Jacob van Campen bracht het in 1932 onder de titel Duister Sittaford uit. In de jaren 1970 bracht uitgeverij Luitingh-Sijthoff het uit met als titel Het mysterie van Sittaford.

## Verhaal
Mevrouw Willet en haar dochter Violet zijn onlangs naar Sittaford verhuisd, waar ze een huis huren van de gepensioneerde marinekapitein Trevelyan. Willet nodigt enkele personen uit om thee te drinken: majoor Burnaby, meneer Rycroft, meneer Garfield en meneer Duke. Ze beslissen om een seance te houden en gebruiken daarvoor een variant van een ouijabord. Tijdens het spel, om 17:25, zegt de opgeroepen geest dat meneer Trevelyan is vermoord. Omdat het hevig sneeuwt waardoor de wegen onbegaanbaar zijn en er geen telefoon in Sittaford is, besluit de bezorgde Burnaby om te voet naar het huis van Trevelyan te gaan. Dit ligt in Exhampton, 10 kilometer verder, waar hij omstreeks 20:00 uur aankomt. Omdat niemand de deur opent, gaat Burnaby naar de politie. De dokter wordt ook gevraagd om te komen. Zij vinden het lijk van Trevelyan in de studeerkamer waar een raam open staat. Volgens de dokter is het tijdstip van overlijden tussen 17:00 en 18:00 uur. De doodsoorzaak is een schedelfractuur door een klap met een langwerpige zak van groen vilt gevuld met zand.
Trevelyan had een testament gemaakt: 100 pond gaat naar zijn loyale bediende Evans. De overige bezittingen worden verdeeld over zijn zus Jennifer, zijn neven James en Brian Pearson en zijn nicht Sylvia Pearson. Deze laatste drie zijn de kinderen van Trevelyans overleden zuster. Elk van hen erft zo'n 20.000 pond. Niet veel later wordt James gearresteerd op verdenking van moord: hij was in Exhampton en het was bekend dat hij daar was om een lening te krijgen van zijn oom Trevelyan.
Emily Trefusis, de verloofde van James, start een eigen onderzoek en komt tot de conclusie dat Burnaby de dader is. Na het bericht van de geest ging hij niet te voet naar Exhampton, maar legde de afstand in circa tien minuten op ski's af. Zo was hij veel sneller in Exhampton en kon hij Trevelyan om kwart voor zes vermoorden. Burnaby plaatste vervolgens zijn eigen ski’s in een grote, diepe kast in de eetkamer en verborg de ski's van Trevelyan in de schoorsteen. Daarna ging hij hulp halen. Het motief van de moord was hebzucht: Burnaby had veel geld verloren door speculatie met aandelen. Trevelyan won 5.000 pond met de voetbalcompetitie, maar had het formulier ingevuld op naam van Burnaby.

## Televisie
Het boek werd door Granada Television tot een televisieaflevering bewerkt voor de serie Agatha Christie's Marple. 